# قله مردمی
قله مردمی قله‌ای به ارتفاع ۱۷۵۰ متر ، در شمال شرقی شهر قزوین و در منطقه باراجین واقع شده‌است. هر ساله در فصل بهار و تابستان همایش کوهنوردی خانوادگی توسط سازمان فرهنگی ورزشی شهرداری قزوین و هیئت کوهنوردی و صعودهای ورزشی استان قزوین در این مکان برگزار می‌شود.در اردیبهشت‌ماه سال ۱۴۰۰ تندیس یادبود روانشاد سید عبدالکریم حاج سید جوادی، پیشکسوت کوهنوردی و وزنه‌برداری قزوین که از سوی شهرداری قزوین بر روی قله مردمی نصب‌شده بود؛ توسط اشخاصی ناشناس مورد تخریب قرار گرفت. در تیرماه سال 1400 با پیگیری مربیان و فعالان کوهنوردی، سازمان زیباسازی شهرداری قزوین نسبت به مرمت، رنگ‌آمیزی و بازسازی تندیس تخریب‌شده اقدام کرد. 